# Nitkodziobcowate
Nitkodziobcowate, nitkodziobkowate, nitodziobkowate (Nemichthyidae) – rodzina morskich ryb z rzędu węgorzokształtnych (Anguilliformes). Nie mają znaczenia gospodarczego.

## Występowanie
Ocean Indyjski, Spokojny i Atlantycki. Zasiedlają toń wodną do głębokości 2000 m p.p.m.

## Cechy charakterystyczne
Ciało wydłużone do silnie wydłużonego, bocznie spłaszczone, bez łusek. Szczęki młodych i samic silnie wydłużone, u samców krótsze. Płetwy grzbietowa i ogonowa połączone z odbytową, podstawa płetwy grzbietowej rozpoczyna się tuż za głową. Płetwy piersiowe obecne. Duże oczy są osłonięte skórą. Linia boczna pełna.

## Klasyfikacja
Rodzaje zaliczane do tej rodziny:
- Avocettina Jordan & Davis, 1891
- Labichthys Gill & Ryder, 1883
- Nemichthys Richardson, 1848